# Tortelli verdi

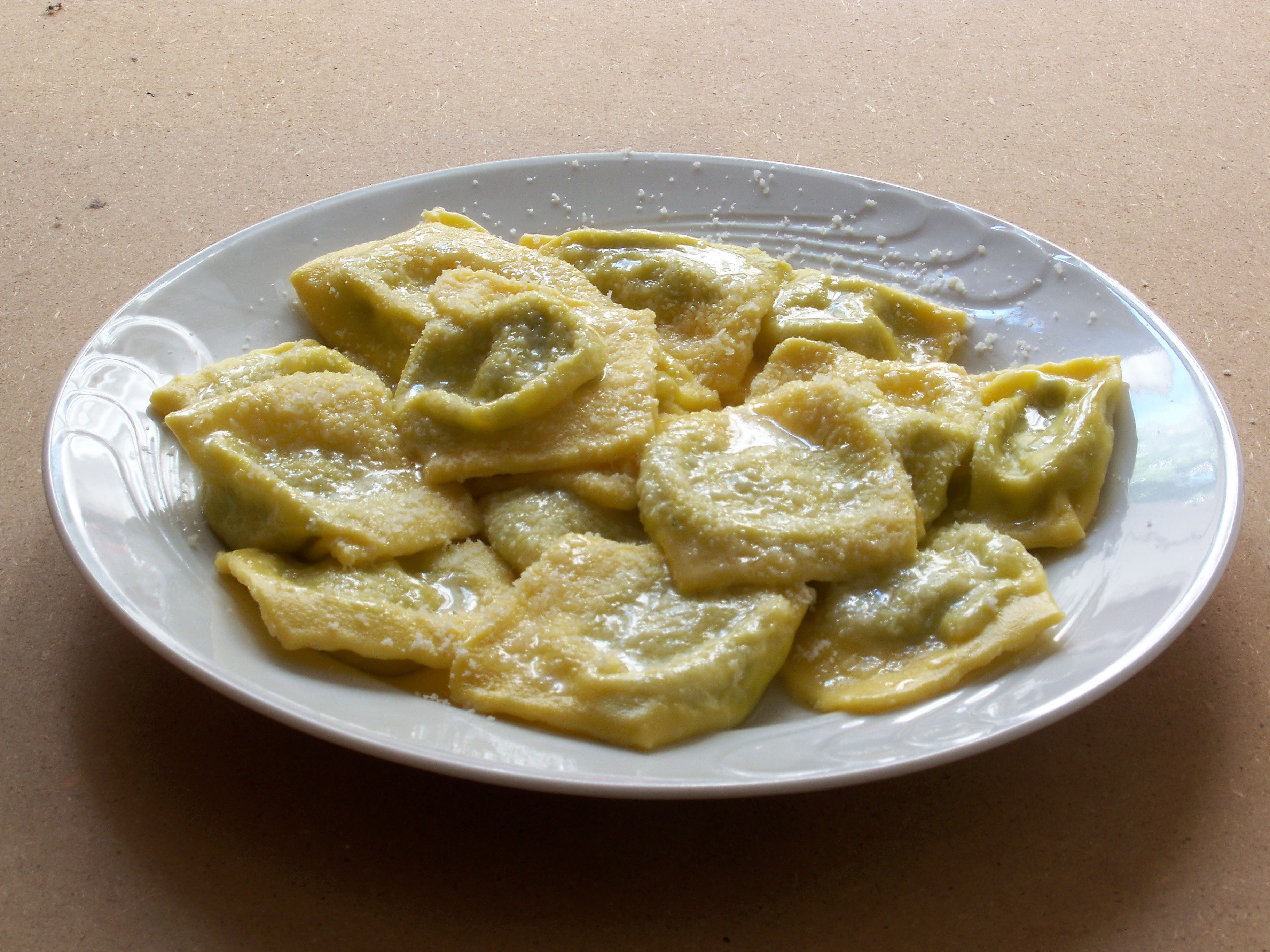
Tortelli d'erbetta condimentados con mantequilla y queso parmesano.

Los tortelli verdi son un plato de pasta italiano típicos de la Emilia y de la zona de Reggio en especial. Se trata de un plato de pasta de huevo rellena de una mezcla de espinaca o acelga verdes, con queso, requesón y algunas especias. La proporción de los ingredientes básicos del relleno puede cambiar  según las tradiciones locales y familiares.

## Orígenes y similitudes
La receta reggiana de los tortelli d'erba (‘de hierba’) es parte de una antigua y noble tradición culinaria de pastas rellenas, que se remonta al menos al Bajo Medioevo. 
El objeto de estas recetas es reunir en un solo plato sabroso, nutritivo e imaginativo lo poco con lo que contaba la cocina campesina. La relativamente fácil disponibilidad de verduras, que constituyen la parte principal del relleno, hacen que el plato pueda realizarse fácilmente por todos los estratos de la población aunque, durante mucho tiempo, fue un plato dedicado a los días festivos.
Los tortelli d'erbetta (‘de verdura’) de la provincia de Parma han sido reconocidos prodotti agroalimentari tradizionali de Emilia-Romaña e incluidos en la lista por el Ministerio de Agricultura italiano.

## Característica
La característica más prominente de este plato es la presencia de verduras en el relleno, lo que hace que sea una receta bastante ligera y digerible y al mismo tiempo rica en sabor.
La presencia de productos lácteos como el queso y el requesón (en el relleno), y la mantequilla y el queso con condimentos, hacen a la receta típica de las zonas como Emilia, donde estos alimentos son productos típicos y de uso diario. En el relleno, en vez de espinaca y acelga pueden utilizarse otras verduras u hortalizas: repollo, achicoria, borraja e incluso ortiga.
En la zona de Parma los tortelli se rellenan con una mezcla en la que predomina el requesón, mientras la cantidad de verdura es muy pequeña.
El relleno se envuelve en una hoja delgada (sfoglia) de huevo y harina para formar pequeños rectángulos del tamaño máximo de una tarjeta de crédito y mínimo la mitad.

## Condimentos
La clásica preparación reggiana exige que los tortelli  se condimenten frotando un trozo de mantequilla sobre cada capa en el momento de cocerla y que se pongan en la sopera (o en el plato si se prepara una sola ración) espolvoreando luego  con queso parmesano.
Si se desea puede condimentarse con mantequilla fundida, teniendo presente que será menos delicado y deberá utilizarse una mayor cantidad. Siempre se espolvorea queso rallado encima.
Es aconsejable utilizar mantequilla negra, admitiéndose también mantequilla aromatizada con salvia.

## Tradiciones
En las familias reggianas es tradicional prepararlo los tortelli como primer plato de la cena de Nochebuena, a veces tortelli verdi y tortelli di zucca combinados, al ser un plato sabroso que respeta el precepto de abstinencia de la vigilia.
En la zona de Parma, la tradición dice que para no pasar por conigli (‘conejos’, dicho popular alusivo a comer hierba) los tortelli se rellenen con una mezcla en la que predomine el requesón, mientras la cantidad de hierbas es muy pequeña. Los tortelli d'erbetta se disfrutan tradicionalmente la tarde del 23 de junio, víspera de San Juan Bautista.